# Edy Baumann
Eduard «Edy» Baumann (* 12. Juli 1914 in Gamlikon; † 27. November 1993 in Adliswil) war ein Schweizer Radrennfahrer und nationaler Meister im Radsport.

## Sportliche Laufbahn
Baumann war im Bahnradsport aktiv. Er war Teilnehmer der Olympischen Sommerspiele 1936 in Berlin. Im 1000-Meter-Zeitfahren kam er auf den 8. Rang. 1937 gewann er die nationale Meisterschaft im Sprint der Amateure. 1939 gewann er den Titel vor Hermann Ganz. Baumann bestritt gelegentlich auch Strassenrennen, war darin aber nicht erfolgreich.